# Hapoel Beer Ševa FC
Hapoel Beerševa Football Club (český přepis) známý také jako Hapoel Be'er Sheva Football Club (anglický přepis), v hebrejském originále מועדון הכדורגל הפועל באר שבע je izraelský fotbalový klub z města Beerševa založený roku 1949 hrající tamní nejvyšší soutěž Ligat ha'Al, kterou dokázal pětkrát vyhrát. Na domácí scéně je nejúspěšnějším klubem posledních let. V sezónách 2016/17, 2017/18 a 2020/21 hrál základní skupinu Evropské ligy.

## Domácí úspěchy
Celkem pětkrát se klub radoval z mistrovského titulu, a to v sezónách 1974/1975, 1975/1976, 2015/16, 2016/17 a 2017/18. V sezóně 1996/1997 vyhrál izraelský fotbalový pohár. Z méně významných soutěží můžeme jmenovat tři vítězství v domácím superpoháru (1975, 2016 a 2017) a další tři v klubové soutěži zvané Pohár Toto (1988/1989, 1995/1996, 2016/17), jejíž obdobu v českém fotbale nenajdeme.

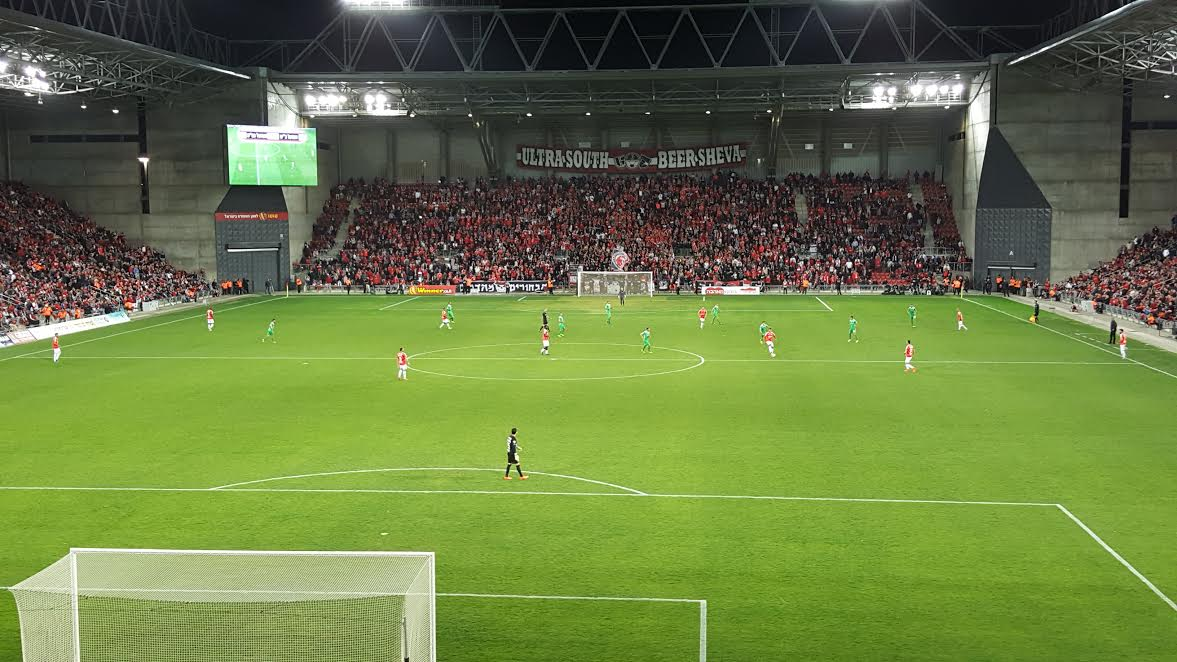
Momentka z domácího ligového zápasu (2017)

## Evropské poháry

### Do 2016
Několikrát (především v 90. letech) se klub účastnil předkol Poháru UEFA (nyní Evropská liga) či Poháru Intertoto, žádný výraznější úspěch však nezaznamenal.

### 2016/17

#### Liga mistrů UEFA
Zlom přišel v sezóně 2016/17, kde Hapoelu jen o jeden gól utekl postup do Ligy mistrů UEFA. Díky vítězství v domácí soutěži v sezóně měl právo startovat ve 2. předkole Ligy mistrů, kde vyřadil moldavský Šerif Tiraspol (3:2 doma, 0:0 venku). Ve 3. předkole porazil i řecký Olympiakos Pireus (1:0 doma, 0:0 venku). V posledním předkole, ze kterého už se postupuje do hlavní soutěže, však padl se skotským Celtikem Glasgow (2:0 doma, 2:5 venku).

#### Evropská liga UEFA
Kluby vypadnuvší z posledního předkola Ligy mistrů UEFA automaticky získávají právo startovat v základní skupině Evropské ligy. Pro klub to byl vůbec první postup do hlavní soutěže evropského poháru. Do základní skupiny K mu byli nalosováni Inter Milán (Itálie), Southampton (Anglie) a Sparta Praha (Česko). V ní porazil dvakrát Inter (2:0 a 3:2), dvakrát remizoval se Southamptonem (0:0, 1:1) a dvakrát prohrál se Spartou (0:1, 0:2). S 8 body obsadil v tabulce druhé místo a postoupil do jarní fáze soutěže, kde se střetl s tureckým Beşiktaşem Istanbul. Ten byl však nad jeho síly a po 2 prohrách (1:3 a 1:2) se se soutěží rozloučil.

### 2017/18

#### Liga mistrů UEFA
Svou pouť největší evropskou klubovou soutěží začal Hapoel i tentokrát úspěšně ve 2. předkole, kde vyřadil maďarský Honvéd (2:1 doma, 3:2 venku). Ve 3. předkole se utkal s Ludogorcem Razgrad, mistrem Bulharska a díky většímu počtu vstřelených gólu na hřišti soupeře dokázal postoupit. Stejné pravidlo ho však zastavilo v předkole čtvrtém, kdy soupeřem byl slovinský NK Maribor.

#### Evropská liga UEFA
Vypadnutí ve 4. předkole Ligy mistrů znamenalo účast v základní skupině Evropské ligy. Soupeři byli česká Viktoria Plzeň, rumunská FCSB a švýcarské Lugano. V ní však klub pohořel a se ziskem pouhých 4 bodů obsadil poslední místo v základní skupině G.

### 2018/19

#### Liga mistrů UEFA
Jakožto opětovný mistr Izraele vyrazil Hapoel do boje o základní skupinu Ligy mistrů, tentokrát však už od 1. předkola, kde pohodlně přešel přes estonskou Floru Tallin. Konec přišel už v předkole následujícím, kde nad síly týmu byl nejslavnější chorvatský tým Dinamo Záhřeb.

#### Evropská liga UEFA
Po vypadnutí z Ligy mistrů čekalo klub 3. předkolo Evropské ligy, kde však ihned vypadnul s kyperským APOELem. Tento rok si tedy na rozdíl od předešlých dvou sezón Hapoel základní skupinu evropského poháru nezahrál.

### 2019/20

#### Evropská liga UEFA
Jakožto čtvrtý tým domácí soutěže si Hapoel vysloužil účast v Evropské ligy. Svou pouť na cestě do základní skupiny úspěšně začal v 1. předkole s albánským KF Laçi, následovalo vyřazení kazašského Kajratu Almaty a ve 3. předkole švédského Norrköpingu. Tažení zastavil až v posledním předkole přesvědčivými výhrami dvakrát 3:0 nizozemský Feyenoord Rotterdam. Ani v této sezóně klub do základní skupiny evropského poháru nepostoupil.

### 2020/21

#### Evropská liga UEFA
V této sezóně se klubu podařilo potřetí v historii kvalifikovat do skupinové fáze druhé nejprestižnější evropské klubové soutěže. V předkolech bylo třeba přejít přes 4 soupeře, těmi byli postupně: Dinamo Batumi (Gruzie), KF Laçi (Albánie), Motherwell FC (Skotsko) a Viktoria Plzeň (Česko). Zápasy předkol se v tomto ročníku hrály kvůli pandemii koronaviru jen na jedno utkání, o domácím týmu rozhodoval los. Ve skupině C se pak Hapoel potkal se Slavií Praha (Česko), Bayerem Leverkusen (Německo) a OGC Nice (Francie).

### Přehled zápasů v evropských pohárech
(nekompletní, pouze do 2017/18)
| Sezóna  | Soutěž              | Fáze             | Soupeř              | Doma | Venku | Celkem   |
| ------- | ------------------- | ---------------- | ------------------- | ---- | ----- | -------- |
| 1976/77 | Pohár Intertoto     | Skupina 2        | Hertha Berlin       | 3:3  | 1:5   | 3. místo |
| 1976/77 | Pohár Intertoto     | Skupina 2        | Standard Liège      | 0:0  | 1:3   | 3. místo |
| 1976/77 | Pohár Intertoto     | Skupina 2        | Køge BK             | 2:1  | 1:1   | 3. místo |
| 1994/95 | Pohár Intertoto     | Skupina 2        | BSC Young Boys      | -    | 1:0   | 2. místo |
| 1994/95 | Pohár Intertoto     | Skupina 2        | Extensiv Craiova    | 1:3  | -     | 2. místo |
| 1994/95 | Pohár Intertoto     | Skupina 2        | Karlsruher SC       | 1:1  | -     | 2. místo |
| 1994/95 | Pohár Intertoto     | Skupina 2        | BK Häcken           | -    | 6:1   | 2. místo |
| 1994/95 | Pohár UEFA          | předkolo         | Aris Soluň          | 1:2  | 1:3   | 2:5      |
| 1995/96 | Pohár UEFA          | předkolo         | SK Tirana           | 2:0  | 1:0   | 3:0      |
| 1995/96 | Pohár UEFA          | 1. kolo          | FC Barcelona        | 0:7  | 0:5   | 0:12     |
| 1997/98 | Pohár vítězů pohárů | předkolo         | Žalgiris Vilnius    | 2:1  | 0:0   | 2:1      |
| 1997/98 | Pohár vítězů pohárů | 1. kolo          | Roda Kerkrade       | 1:4  | 0:10  | 1:14     |
| 2004/05 | Pohár Intertoto     | 1. kolo          | KF Vllaznia         | 0:3  | 2:1   | 2:4      |
| 2014/15 | Evropská liga UEFA  | 2. předkolo      | RNK Split           | 0:0  | 1:2   | 1:2      |
| 2015/16 | Evropská liga UEFA  | 2. předkolo      | FC Thun             | 1:1  | 1:2   | 2:3      |
| 2016/17 | Liga mistrů UEFA    | 2. předkolo      | FC Sheriff Tiraspol | 3:2  | 0:0   | 3:2      |
| 2016/17 | Liga mistrů UEFA    | 3. předkolo      | Olympiakos Pireus   | 1:0  | 0:0   | 1:0      |
| 2016/17 | Liga mistrů UEFA    | 4. předkolo      | Celtic FC           | 2:0  | 2:5   | 4:5      |
| 2016/17 | Evropská liga UEFA  | základní skupina | Inter Milán         | 3:2  | 2:0   | 2. místo |
| 2016/17 | Evropská liga UEFA  | základní skupina | Southampton FC      | 0:0  | 1:1   | 2. místo |
| 2016/17 | Evropská liga UEFA  | základní skupina | Sparta Praha        | 0:1  | 0:2   | 2. místo |
| 2016/17 | Evropská liga UEFA  | šestnáctifinále  | Beşiktaş JK         | 1:3  | 1:2   | 2:5      |
| 2017/18 | Liga mistrů UEFA    | 2. předkolo      | Honvéd Budapešť     | 2:1  | 3:2   | 5:3      |
| 2017/18 | Liga mistrů UEFA    | 3. předkolo      | Ludogorec Razgrad   | 2:0  | 1:3   | 3:3      |
| 2017/18 | Liga mistrů UEFA    | 4. předkolo      | NK Maribor          | 2:1  | 0:1   | 2:2      |
| 2017/18 | Evropská liga UEFA  | základní skupina | FC Lugano           | 2:1  | 0:1   | 4. místo |
| 2017/18 | Evropská liga UEFA  | základní skupina | FC Viktoria Plzeň   | 0:2  | 1:3   | 4. místo |
| 2017/18 | Evropská liga UEFA  | základní skupina | FC Steaua București | 1:2  | 1:1   | 4. místo |

## Konfrontace s českými kluby
V dosavadní historii se klub střetl s třemi českými kluby. Při svém historicky prvním postupu do Evropské ligy v sezóně 2016/17 se potkal v základní skupině se Spartou Praha a o rok později ve stejné soutěži i s Viktorií Plzeň. Na podzim 2020 následoval znovu souboj s Plzní, tentokrát v posledním předkole o postupu do hlavní fáze soutěže, který se hrál netypicky na jedno utkání, důvodem byla pandemie koronaviru, který Hapoel zvládl a postoupil. Ve skupinové fázi ve stejné sezóně mu byla soupeřem Slavia Praha.
Dosavadní bilance s českými kluby – 7 zápasů, 2 výhry a 5 proher při skóre 5:12.
| Sezóna  | Soutěž        | Fáze soutěže       | Domácí            | Hosté             | Skóre | Střelci                           |
| ------- | ------------- | ------------------ | ----------------- | ----------------- | ----- | --------------------------------- |
| 2016/17 | Evropská liga | základní skupina K | Hapoel Beerševa   | AC Sparta Praha   | 0:1   | Pulkrab                           |
| 2016/17 | Evropská liga | základní skupina K | AC Sparta Praha   | Hapoel Beerševa   | 2:0   | Bitton (vlastní), Lafata          |
| 2017/18 | Evropská liga | základní skupina G | FC Viktoria Plzeň | Hapoel Beerševa   | 3:1   | Petržela, Kopic, Bakoš – Nwakaeme |
| 2017/18 | Evropská liga | základní skupina G | Hapoel Beerševa   | FC Viktoria Plzeň | 0:2   | Hejda, Hořava                     |
| 2020/21 | Evropská liga | 4. předkolo        | Hapoel Beerševa   | FC Viktoria Plzeň | 1:0   | Josué                             |
| 2020/21 | Evropská liga | základní skupina C | Hapoel Beerševa   | SK Slavia Praha   | 3:1   | 2x Acolatse, Agudelo – Provod     |
| 2020/21 | Evropská liga | základní skupina C | SK Slavia Praha   | Hapoel Beerševa   | 3:0   | Sima, Stanciu, Twito (vlastní)    |

Video sestřihy: Hapoel – Sparta (ČT), Sparta – Hapoel (ČT), Plzeň – Hapoel (ČT), Hapoel – Plzeň 2017 (ČT), Hapoel – Plzeň 2020 (ČT), Hapoel – Slavia (ČT)

## Čeští hráči
- Pavel Pergl (1977–2018) – v klubu působil půl sezóny na podzim roku 2009, odehrál 13 zápasů a vstřelil 1 gól[4]
- Tomáš Pekhart (* 1989) – český útočník strávil v klubu sezónu 2017/18 a začátek následující, celkem zasáhl do 40 zápasů a vstřelil 11 branek

## Zajímavosti
- V klubu začínal s profesionální kariérou rekordman v počtu startů za izraelský národní tým Josi Benajun (*1980), známější pod anglickou transkripcí Yossi Benayoun.
- Žádný hráč nemůže oblékat dres s číslem 6, které bylo vyřazeno na počest zambijského útočníka Chaswe Nsofwy (1978–2007), který v roce 2007 zemřel během zápasu na selhání srdce.[5]
- Majitelkou klubu je žena. Alona Barkat (* 1969) koupila klub v roce 2007 za cenu okolo 40 milionů Kč a vytáhla ho z finančních potíží.[6]